# 트라반트
트라반트(독일어: Trabant /trəˈbɑːnt/[*])는 독일 민주 공화국(구 동독) 작센주 츠비카우에 소재한 자동차 회사 VEB 작센링 아우토모빌베르케 츠비카우에서 생산한 세단형 자동차이다. 동독 지역에서 가장 흔한 자동차였으며, 동구권 내외의 여러 나라에 수출되었다. 트라비라는 별명을 가지고 있는 이 차는 1957년에 처음 출시되었으며, 1990년에 서독에 의하여 흡수통일이 되고 나서도 한동안 생산되다가 1991년에 후속 차종 없이 단종되었다.

## 같이 보기
- 오스탈기
- 자스타바 코랄